# Créchets
Créchets es una comuna francesa situada en el departamento de Altos Pirineos, en la región de Occitania.

## Demografía
| 42 | 47 | 41 | 38 | 30 | 35 | 37 | 55 |
| Para los censos de 1962 a 1999 la población legal corresponde a la población sin duplicidades (Fuente: INSEE [Consultar]) |    |    |    |    |    |    |    |